# Roztocze Wschodnie
Roztocze Wschodnie (343.23), zwane też Roztoczem Południowym – jeden z trzech mezoregionów Roztocza, najwyższa jego część o powierzchni 1056 km². Przecięte jest granicą polsko-ukraińską; na Ukrainie sięgające po Lwów. Osiąga po polskiej stronie wysokości od 230 do 391,5 m n.p.m., a po ukraińskiej do 409 m n.p.m.

## Położenie
Mezoregion Roztocze Wschodnie jest jedną z trzech części makrogerionu Roztocze (343.2). Graniczy z Kotliną Pobuża (Równiną Bełską) na północnym wschodzie, Kotliną Sandomierską (Równiną Biłgorajską i Płaskowyżem Tarnogrodzkim) na południowym zachodzie, Wyżyną Lubelską (Roztoczem Środkowym) na północy oraz Wyżyną Podolską (na Ukrainie) na południowym wschodzie. Granicę z Roztoczem Środkowym można wyznaczyć wzdłuż obniżenia ciągnącego się od Lubyczy Królewskiej do Narola.
Roztocze Wschodnie ma unikalne położenie w Polsce (i Europie) – leży pomiędzy dwoma megaregionami – Regionem Karpackim i Niżem Wschodnioeuropejskim (samo należąc do Pozaalpejskiej Europy Środkowej).

## Podział Roztocza Wschodniego
Roztocze Wschodnie dzieli się trzy części:
- Roztocze Rawskie obejmuje część garbu rozciągającego się z północnego zachodu na południowy wschód o długości ok. 45 km i szerokości ok. 12–25 km, od doliny Tanwi i linii Żyłka- Rebizanty-Żurawce po dolinę górnej Wereszycy i Kiślanki (Mielnicz-Krechów). Zachodnią granicę wyznacza krawędź na linii Huta Różaniecka-Łówcza-Brusno-Radruż-Wróblaczyn-Mielnicz. Od wschodu graniczy z Kotliną Bugu wzdłuż linii Lubycza Królewska-Hrebenne-Rawa Ruska-Magierów- Krechów. Charakterystycznym elementem rzeźby Roztocza Rawskiego są ostańce. Najwyższym jest wzgórze Burakowa Niwa (388,8 m n.p.m.).
- Roztocze Janowskie rozciąga się na południe od linii Kurniki-Wiszenka-Krechów po Dobrostany-Żarniska-Domażyr. Od wschodu graniczy z Roztoczem Lwowskim na linii dolin Fujny i Domażyru. Region ten ma długość ok. 17 km, a szerokość ok. 18 km. Najwyższy punkt, Leworda (400,3 m n.p.m.) leży we wschodniej części regionu. Roztocze Janowskie należy prawie w całości do dorzecza Wereszycy.
- Roztocze Lwowskie obejmuje południowo-wschodnią część garbu o szerokości ok. 15 km. Rozciąga się ono na południe od linii Krechów-Żółkiew po Domażyr-Rzęsna-Zboiska. Graniczy z Kotliną Bugu wzdłuż krawędzi o wysokości 80–100 m, na linii Krechów-Żółkiew-Zboiska-Krzywczyce-Winniki i z Płaskowyżem Lwowskim od południa na linii Kozice-Rzęsna, a od zachodu na linii Siechów-Stare Sioło. Najwyższym punktem Roztocza Lwowskiego jest Czartowska Skała (409,0 m n.p.m.[3]).

## Ukształtowanie terenu
Rzeźba terenu Roztocza Wschodniego charakteryzuje się rozległymi wierzchowinami, wzniesionymi 100–150 m. ponad dna otaczających je kotlin. Są one pozostałościami większych równin, uformowanymi w końcu trzeciorzędu i na początku czwartorzędu. Wierzchowiny pocięte są gęstą i skomplikowaną siecią dolin i wąwozów na odosobnione pagóry i płaskowyże. Innym, charakterystycznym elementem są ostańce, których największe zgrupowanie znajduje się w okolicy Huty Lubyckiej. Zbudowane są one z mioceńskich piasków, z czapą wapieni rafowych na powierzchni. Najwyższe wzniesienia po polskiej stronie Roztocza Wschodniego to Długi Goraj (391,5 m n.p.m.), Wielki Dział (390,4 m n.p.m.) i Krągły Goraj (388,7 m n.p.m.), a po stronie ukraińskiej Czartowska Skała (409,0 m n.p.m.).

## Stosunki wodne

### Wody powierzchniowe
Przez Roztocze Wschodnie przebiega europejski dział wodny oddzielający zlewiska Morza Bałtyckiego (dorzecze Wisły) i Morza Czarnego (dorzecze Dniestru). Roztocze rozdziela także dorzecze Wisły i Sanu od Wieprza i Bugu. Wschodni stok odwadniają dopływy Bugu: Sołokija z Prutnikiem oraz Rata z Tyliczem, Maruńką, Moszczanką i Derewieńką, Świnia z Fujną, Pełtew z Remeniówką, Młynówką, Brzuchowiczanką i Górną Pełtwią oraz Maruńka z Czyszką i Kabanówką. Wody z zachodniego obszaru Roztocza spływają do Sanu – Tanew, do której uchodzi Potok Łosiniecki, Jeleń i Wirowa z Pauczą, Różańcem, Łówczą i Brusienką oraz dopływy Lubaczówki (Smolinka, Zawadówka, Gnojeniec) i rzeczka Szkło. Południowy stok Roztocza odwadniają dopływy Dniestru: Wereszyca Górna z Domażyrem. Roztocze Południowe (Wschodnie) ma 2,5 razy większą gęstość sieci rzecznej (0,4 km/km²) od Północnego (0,15 km/km²).

### Wody podziemne
Wody podziemne pierwszego poziomu występują na Roztoczu w utworach górnej kredy, trzeciorzędu i czwartorzędu. Kredowe piętro wodonośne występuje w marglach, opokach i gezach. Miąższość strefy zawodnienia na Roztoczu Wschodnim wynosi 100–120 m. Trzeciorzędowe piętro wodonośne w strefie krawędziowej, w pasie 10 km. Serie trzeciorzędowe tworzą wapienie, piaski i piaskowce o miąższości do 75 m. Doliny rzeczne wypełnione są utworami czwartorzędowymi. Warstwa zawodnionych osadów wynosi od kilku do 40 m. Pierwsze zwierciadło wody znajduje się na głębokości 0,5–2 m, drugie, głębsze leży w żwirach i gruboziarnistych piaskach plejstoceńskich. Na głównym grzbiecie Roztocza Wschodniego zwierciadło wody podziemnej występuje powyżej 320 m n.p.m. i gwałtownie obniża się ku dolinom i strefom krawędziowym do wysokości 220–280 m n.p.m.

### Źródła
Na Roztoczu Wschodnim stwierdzono 160 źródeł czynnych i 20-30 nieczynnych. Występują najliczniej na zboczach (66–75%), rzadziej w dolinach (10–18%) i na międzyrzeczach (3–7%). Na Roztoczu Rawskim jedno źródło przypada na 4–12 km², Janowskim na 9–50 km², Lwowskim na 5–16 km². Ponad 70% źródeł ma wydajność do 2 l/s, a pozostałe 20–110 l/s.

## Lasy
Roztocze Wschodnie jest silnie zalesione. Lesistość jego polskiej części wynosi ponad 60%. Dominuje własność państwowa (ponad 90%). Strefowy układ siedlisk jest podobny jak na Roztoczu Środkowym, lecz przeważnie są to siedliska żyźniejsze. Dominuje las świeży (42%) i las mieszany świeży (25%). Stosunkowo dużo jest borów mieszanych wilgotnych (7%) jako konsekwencja licznych tu źródlisk rzek i potoków. W składzie gatunkowym dominuje sosna (55%) oraz buk (26%). Osobliwością Roztocza Wschodniego są buczyny z płatami barwinka pospolitego. Jodła zajmuje 4%, nieco większy jest udział olszy i brzozy.

## Ochrona przyrody
W polskiej części Roztocza Wschodniego znajduje się Południoworoztoczański Park Krajobrazowy. W części ukraińskiej utworzono zaś Jaworowski Park Narodowy, parki krajobrazowe i rezerwaty: Rezerwat Roztocze, Zawalów, Grzęda, Zniesienie, Czartowska Skała oraz rezerwaty leśne: Majdan, Żuri i hydrologiczny Potylicz. Ścisłą ochroną objęto 21 km². Ochrona częściową 71 km², a rezerwaty stanowią 2 km².

## Walory krajoznawcze Roztocza Wschodniego

### W Polsce
- Obszar styku kultur: polskiej, ruskiej (ukraińskiej) i żydowskiej. W jednych miejscowościach są cerkwie, w innych kościoły, niekiedy jedne i drugie.
- Dobrze zachowane sowieckie schrony bojowe i inne umocnienia z czasów II wojny światowej, tzw. Linia Mołotowa.
- Kamienne krzyże przydrożne i nagrobki, pochodzące z bruśnieńskiego ośrodka kamieniarskiego.
- Stare kamieniołomy i małe miejsca pozyskiwania surowca skalnego, m.in. w Starym Bruśnie, Woli Wielkiej, Płazowie, Hucie Różanieckiej, na Górze Grochy.
- Opuszczone wsie, z których w latach 1944–1947 usunięto ludność ukraińską (przesiedlenia do ZSRR, później Akcja „Wisła” – wysiedlenia na Ziemie Odzyskane), zarośnięte lasem cmentarze.
- Mała gęstość zaludnienia, 10–20 osób na 1 km² (średnia w kraju to ponad 120).
- Skrzemieniałe pnie drzew trzeciorzędowych w Siedliskach.
- Grupy głazów wapiennych, m.in. Diabelskie Kamienie w Dahanach i Niedźwiedziach, Świątynia Słońca k. Nowin Horynieckich.
- Dużo skamieniałości w skałach wapiennych (niewiele opracowań wymienia występowanie wapienia na Roztoczu).
- Południoworoztoczański Park Krajobrazowy, ścieżki przyrodnicze: Bukowy Las k. Narola, Źródła Tanwi – Kobyle Jezioro i inne.

### Na Ukrainie
Na Roztoczu Wschodnim i jego obrzeżach znajdują się m.in.:
- Lwów – dawna stolica Galicji, niegdyś jedno z głównych centrów kultury polskiej. Znajduje się tu cenny zespół obiektów zabytkowych wpisany na listę światowego dziedzictwa UNESCO w 1998 r.
- Żółkiew – miasto założone przez hetmana Stanisława Żółkiewskiego zachowało swój dawny charakter, posiada liczne zabytki.
- Krechów – zabytkowy monaster oo. bazylianów z XVIII wieku.
- Stradcz – miejscowość słynąca z systemu grot wykutych w trzeciorzędowych piaskowcach.
- Jaworowski Park Narodowy.